# Paracoccus ranavalonae
Paracoccus ranavalonae är en insektsart som beskrevs av Mamet 1962. Paracoccus ranavalonae ingår i släktet Paracoccus och familjen ullsköldlöss.
Artens utbredningsområde är Madagaskar. Inga underarter finns listade i Catalogue of Life.